# Hugo Parrou
Pas d'image ? Cliquez ici

a Compétitions nationales et continentales officielles uniquement.

b Matchs officiels uniquement.
Dernière mise à jour le 20 mars 2025.
Hugo Parrou, né le 28 janvier 2003 à Tarbes (Hautes-Pyrénées), est un joueur français de rugby à XV évoluant au poste de pilier avec la Section paloise.

## Biographie

### Jeunesse et formation
Hugo Parrou naît le 28 janvier 2003 à Tarbes. Il commence le rugby à XV en 2008 à l'Entente Bazet Andrest, avant de rejoindre le Stado Tarbes, à partir des minimes, où il évolue avec Clément Sentubéry. Parrou rejoint ensuite la Section paloise en 2021 avec son coéquipier Clément Mondinat, intégrant son centre de formation. Formé au poste de talonneur, Hugo Parrou se reconvertit en pilier gauche et s'impose comme un élément prometteur du centre de formation béarnais, où il évolue aux côtés des champions du monde junior en 2023 Clément Mondinat, Théo Attissogbé, Brent Liufau et Hugo Auradou. 

### En club
À la suite de nombreuses blessures en première ligne, Hugo Parrou est convoqué avec le groupe professionnel pour la première fois en janvier 2024. Il fait ses débuts avec l'équipe professionnelle de la Section paloise le 27 janvier lors de la dernière journée de la phase aller de Top 14 2023-2024, en remplaçant Guram Papidze, évoluant ce jour-là au poste de pilier droit, à la 51e minute lors d'un match face aux Montpellier Hérault Rugby, au GGL Stadium. À la suite de ce match, il se blesse au mollet. Parrou confie plus tard avoir joué ce match blessé, puisqu'il ressent une pointe à l'échauffement, qui est diagnostiqué comme une déchirure à la fin du match. Hugo Parrou fait son retour au Stade Ernest-Wallon face au Stade toulousain le 30 mars 2024, remplaçant Facundo Gigena afin de stabiliser la mélée paloise. 
Après une première saison prometteuse où il a participé à sept matchs de Top 14 et un match de Challenge Cup, Parrou a signé une prolongation de contrat d'une année supplémentaire, prolongeant son engagement avec le club béarnais jusqu'en 2025.
En septembre 2024, il sort sur blessure face à l'Aviron bayonnais. Il doit se faire opérer de l'épaule en octobre et manque plusieurs mois de compétition, marquant son retour dans le groupe fin mars 2025 après six mois d'absence.

### En équipe nationale
En janvier 2023, il est convoqué avec l'équipe de France des moins de 20 ans pour un stage de préparation à Capbreton en amont du Tournoi des Six Nations des moins de 20 ans, avec sept autres joueurs palois. Il est titulaire lors de la victoire face à l'Italie lors de la première journée. Parrou n'est plus convoqué à la suite de cette rencontre.

## Palmarès
Néant

## Vie privée
En parallèle de sa carrière, Hugo Parrou suit une formation à l'ESC Pau. Il est le frère de Lucas Parrou, ancien troisième ligne du Stado Tarbes, qui s'est lésé le plexus brachial lors d'une rencontre face à Nice. Hugo Parrou est passionné de pêche à la carpe et à la truite, qu'il pratique avec son frère.
À Pau, Hugo Parrou a vécu en colocation avec Hugo Auradou.